# 8100 Нобеяма
8100 Нобеяма (8100 Nobeyama) — астероїд головного поясу, відкритий 4 грудня 1993 року.
Тіссеранів параметр щодо Юпітера — 3,334.
Названо на честь Нобеяма (яп. のべやま(野辺山) нобеяма)